# Mercat de la Llibertat
El Mercat de la Llibertat és un edifici situat a l'illa de cases dels carrers de l'Oreneta, Milton, Sant Gabriel i Sant Cristòfor de la Vila de Gràcia de Barcelona, catalogat com a bé cultural d'interès local.

## Història

### Construcció
Els terrenys pertanyien al terratinent menorquí Marc d'Olives (1782-1855), que en el seu testament va disposar que s'hi edifiquessin edificis al voltant de la plaça, permeten la circulació de mercaderies i persones i una confluència de diferents carrers.
La construcció del mercat es va iniciar el 1888 i va ser inaugurat el 1893. El projecte fou signat per l'arquitecte municipal Miquel Pasqual i Tintorer, amb la participació en la decoració de Francesc Berenguer i Mestres, si bé es creu que es tracta d'una obra seva, ja que no disposava del títol d'arquitecte i acostumava a realitzar edificis amb projecte signat per un tercer.

### Remodelació
El 2009, el mercat va ser reformat integralment per l'arquitecte Josep Llobet, amb la implantació d'un supermercat Bonpreu, la prolongació dels horaris comercials amb l'obertura diària a les tardes, i augmentant-ne la superfície utilitzable de 2.200 m2 a 4.400 m². El setembre de 2012, la Unió Mundial de Mercats Majoristes (World Union of Wholesale Markets) li va atorgar el seu premi anual.

## Descripció
Consta de tres naus, essent la del centre, amb la coberta a dues vessants, més gran, tant d'amplada com d'alçada. L'edifici és d'estructura metàl·lica. Els murs de tancament són de maó vist sobre sòcol de pedra.
Les dues façanes testeres actuen de façanes principals formant frontons triangulars i concentrant l'ornamentació de pedra i ferro forjat, als quals són visibles els entrellaços de corbes característics de Francesc Berenguer que conformen, a la part central, l'escut amb tres lliris de Gràcia. L'estil modernista respon a les decoracions, ja que l'estructura és similar a la d'altres mercats com el Born o de Sant Antoni.